# Narodni dom, Maribor
Narodni dom v Mariboru je monumentalna neorenesančna palača zgrajena leta 1898 po načrtih češkega arhitekta Jana Vejrycha. Umeščena je v središče mesta med Ulico kneza Koclja in Ulico slovenske osamosvojitve, vzhodno od Glavnega trga ter severno od Lenta. Stavba ima tudi danes značaj kulturnega doma in je ena izmed osrednjih kulturnih in prireditvenih ustanov v mestu. 
Ob izgradnji je bil Narodni dom simbol slovenstva v takrat večinsko nemškem mestu. Zaradi številnih slovenskih institucij, ki so imele tukaj svoj sedež, in raznovrstnega dogajanja je bil središče političnega, gospodarskega in kulturnega življenja predvsem severnoštajerskih Slovencev. 
Narodni dom je kot najpomembnejše kulturno in politično stičišče slovenstva odigral pomembno vlogo pri ohranjanju samozavesti in narodne identitete Slovencev na Štajerskem, vključno z zgodovinskimi dogodki Maistrove ubranitve mesta ter vzpostavitve nove severne državne meje. Stavba ima zato za Maribor in celotno Slovenijo visoko simbolno in zgodovinsko vrednost ter predstavlja enega od vrhuncev historicistične arhitekture na Slovenskem.

## Zgodovina

### Obdobje pred izgradnjo (1882–1898)
Leta 1882 je bila v mestu ustanovljena Posojilnica za Maribor in okolico z namenom obvarovati Slovence, zlasti kmete, pred nemškimi denarnimi zavodi. Ravnatelj Posojilnice je postal mariborski odvetnik Jernej Glančnik, po rodu s Koroške, ki je bil tedaj tudi predsednik Slovanske čitalnice, osrednjega slovenskega kulturnega društva v Mariboru.
Na slovenskem so začeli narodne domove po zgledu Čehov graditi v drugi polovici 19. stoletja. V njih naj bi se odvijalo gospodarsko, politično in kulturno življenje vse bolj zavednih Slovencev. Ker tako Posojilnica kot tudi slovenska društva v Mariboru niso imela primernih prostorov, kakor tudi ne osrednjega kulturnega doma, je leta 1890 občni zbor Posojilnice na pobudo Glančnika sklenil, da bo v Mariboru zgradil Narodni dom, v katerem bo imela svoj sedež Posojilnica in številne slovenske organizacije. V ta namen je Posojlnica kupila stavbno zemljišče na križišču Kopališke ulice (nem. Badgasse) zdaj Ulico slovenske osamosvojitve in Nagýeve ceste (nem. Nagýstraße) današnjo Ulico kneza Koclja.
Posojilnica je za nasvete glede izdelave načrtov zaprosila češko društvo arhitektov v Pragi, katero je svetovalo znamenitega arhitekta Jana Vejrycha, ki je načrte tudi izdelal. Vejrych se je že kot mlad arhitekt proslavil z vrsto prestižnih stavb, Posojilnici pa je z njim uspelo pridobiti enega izmed najprodornejših in cenjenih arhitektov svojega časa na Češkem, s čimer so želeli poudariti slovanski element načrtovane stavbe. 

### Obdobje po izgradnji do prve svetovne vojne (1898–1914)
Zaradi večletnega dograjevanja in ker so različna društva dom začela uporabljat postopoma, beležimo pri avtorjih več letnic izgradnje doma. Zaradi napetih odnosov v mestu pa se je vodstvo odločilo, da uradne otvoritvene slovesnosti ne bodo organizirali. 1. oktobra 1898 je tako v domu začela poslovati Posojilnica, naslednje leto je tam imela prvo zborovanje, leta 1899 pa je začela delovati tudi Slovanska čitalnica. Kasneje je v domu začelo delovati Bralno in pevsko društvo Maribor, Zgodovinsko društvo za Slovensko Štajersko z muzejem in zasnutkom zgodovinskega arhiva. V sklopu Slovanske čitalnice je bila ustanovljena Ljudska knjižnica, ki je bila prva slovenska javna knjižnica v Mariboru. Pridružila so se jim še nova društva, Dramatično društvo, ki je poskrbelo za ramah gledališke dejavnosti in Sokol, ki so nastajala znotraj slovenskega narodnega gibanja. Narodni dom je tako postal sodobno središče širokega slovenskega zaledja, v katerem so se vse bolj množile slovenske organizacije in ustanove.

### Obdobje obeh svetovnih vojn (1914–1945)
V času prve svetovne vojne so bile v stavbi nastanjene enote avstro-ogrske vojske, ki so jo po porazu pustile v zelo slabem stanju. Po porazu le-te, je bil 26. septembra 1918 v domu ustanovjen Narodni svet za Štajersko, ki se je pripravljal, da prevzame oblast. Pod vodstvom Rudolfa Maistra so potekale priprave na vojaški prevzem oblasti v Mariboru in na Štajerskem. 1. novembra 1918 je Narodni svet v Narodnem domu povišal Rudolfa Maistra v divizijskega generala in mu naložil, naj ubrani mesto in Slovensko Štajersko za novo državo.
 

Po nastanku Države Srbov, Hrvatov in Slovencev se je vloga Narodnega doma v Mariboru spremenila. Zaradi ustanovitve drugih institucij se je kulturni pomen doma nekoliko zmanjšal. V njej sta se ustalili nova Študijska knjižnica in Ljudska univerza, tukaj so še naprej bili poslovni prostori Posojilnice. Poleg njih so imeli svoje prostore še številna društva. V Narodnem domu je 1922 začelo delovati Lutkovno gledališče mariborskega Sokola.
V čas druge svetovne vojne je Narodni dom uporabljal okupator, med drugimi Štajerska domovinska zveza in Heimatbundov urad za slovenske knjige.  

### Obdobje po drugi svetovni vojni do osamosvojitve (1945–1991)
Po drugi svetovni vojni je posest nad stavbo prevzela Jugoslovanska ljudska armada. Pravni položaj stavbe so uredili v nejasnih okoliščinah. Izredni občni zbor Posojilnice v Mariboru naj bi 22. septembra 1946 odločil, da se stavba Narodnega doma v zameno za druge stavbe podari JLA. Vojska je stavbo prenovila in jo preimenovala v Dom JLA, ki pa za razliko od drugih podobnih domov ni bil namenjen le za pripadnike armade, temveč je bil odprt tudi širši publiki. Leta 1988 so na vzhodni strani k objektu prizidali postmodernistično večstanovanjsko poslopje namenjeno častnikom JLA.

### Obdobje v Republiki Sloveniji (1991–danes)
Po odhodu JLA iz Slovenije je leta 1991 stavbo prevzela Teritorialna obramba RS. Še istega leta jo je v brezplačno uporabo dobila   Mestna občina Maribor, ki je poslopje sproti obnavljala. Leta 1992 je ustanovila javni zavod Kulturno-prireditveni center Narodni dom Maribor, ki je z izvajanjem programa začel leta 1993. Mestna občina Maribor je postala formalno-pravni lastnik Narodnega doma v letu 2007, po podpisu sporazuma z Vlado Republike Slovenije.
Kulturno-prireditveni center na leto organizira okoli 1.900 dogodkov in je po njihovem številu drugi največji kulturni organizator v Sloveniji. V Narodnem domu delujejo Koncertna poslovalnica, Festival Lent, Komedija, Festival Maribor, Mariborska filharmonija, Glasbena mladina, Multimedijski center KIBLA, v katerem deluje študentski informacijski center, klasična in kibernetska kavarna, grafični atelje, knjigarna s čitalnico in galerija. Narodni dom je na voljo zborovanjem, proslavam in zabavam različnih organizacij.
Poleg stavbe Narodnega doma ima Kulturno-prireditveni center v upravljanju tudi Vetrinjski dvor, Dvorano Union, Sodni in vodni stolp ter Karanteno. 
Pred stavbo stoji tudi stiliziran spomenik knezu Koclju. 

## Arhitektura

### Slog
Mogočno stavbo, ki s svojim izgledom dominira nad okolico, je arhitekt Jan Vejrych zasnoval v slogu neorenesanse, ki posnema elemente severne renesanse, značilne za 16. stoletje na Češkem. Vejrychova kombinacija zgrafitne poslikave in strešnih čel kaže prvine, značilne za češko neorenesanso. Omenjen slog, so češki arhitekti razvili v antagonizmu z nemško neorenesanso v drugi polovici 19. stoletja. Narodni dom v Mariboru predstavlja celo prvi primer tega sloga zunaj dežel češke krone. Stavbo so zaradi njene mogočnost nasprotniki opisovali kot "grad, ki se dviguje v sredini nemške trdnjave".

### Načrti
Zaradi oblike zemljišča, je arhitekt že od začetka načrtoval dvotraktno poslopje. Stavba je vogalna v obliki črke L, glavni vhod, ki je obdan s portikom, je iz Ulice Kneza Koclja. Trakt ob omenjeni ulici je bil namenjen za prostore Posojilnice, Čitalnice in za stanovanje, medtem ko je bil trakt ob Ulici slovenske osamosvojitve namenjen restavraciji in prireditveni dvorani. V pritličju je bila načrtovana razkošna avla iz katere sta bila dostopna oba trakta. Arhitekt je v kleti predvidel shrambe in stanovanje za hišnika. Izvedbeni načrt kaže, da je bilo dvorišče namenjeno gostinskemu vrtu in paviljonu za orkester, gosto zasajeno z drevesi.

### Zunanjost
Fasada ob Ulici kneza Koclja ima 11 osi. Pritličje je rusticirano. V sredini izstopa osrednji rizalit z glavnim vhodom. Celotni osrednji del s portalom je poudarjen, nad njim pa je stolp s šilasto, spodaj prevotljeno kupolo. Nad vhodno strukturo je v prvem nadstropju balkon, z napisom Narodni dom. Danes belo prepleskani deli pročelij so bili prvotno bogato poslikani z zgrafitno poslikavo in freskami, delo slikarja Ladislava Novaka. Omenjeno je bilo ugotovljeno šele pred kratkim, z odkritjem še nepoznanih fotografij. 
Fasada je bila v celoti obnovljena leta 2005.  

### Notranjost
Mnogo let je veljalo prepričanje, da je bil Narodni dom od same postavitve v notranjosti monokromnega videza, kar se je izkazalo za napačno. Stene gostilniške dvorane so prekrivale napitnice, krasila pa jo je folklorna cvetlična ornamentika. Posebno skrb je arhitekt posvetil podrobnostim, kot so bila brušena stekla na oknih vrat in napisi. Posebna vrednota nove stavbe je bila bogata dvorana z gledališkim odrom. V njej je bilo mogoče imeti zborovanja, predavanja, družabna srečanja in plese. Dvorana je imela kapaciteto 344 sedežev v parterju in na balkonu ter 300 stojišč. Posebna pridobitev je bil oder, na katerem je bilo mogoče igrati tudi dramska dela v več dejanjih, kar prej ni bilo mogoče.
Danes se v notranjosti Narodnega doma nahajajo naslednji prostoriː Velika dvorana površine 233,6 m2 s 353 sedeži in velikim odrom, mali oder s 83 sedeži, klub narodnega doma, preddvorana, balkon velike dvorane, predbalkonska dvorana, galerija Kibela, MMC Kibla in mala plesna dvorana. 